# Якудза (фильм)
«Якудза» (англ. The Yakuza) — художественный фильм 1974 года совместного производства США и Японии, гангстерский фильм, снятый режиссёром Сидни Поллаком. Главные роли в фильме исполнили Роберт Митчем, Кен Такакура, Брайан Кит, Херб Эделмэн, Кэйко Киси и Ричард Джордан. Премьера фильма состоялась 28 декабря 1974 года в Японии.

## Сюжет
Гарри Килмер вынужден вернуться в Японию, в которой он когда-то уже был, для того чтобы спасти дочь своего друга Джорджа Таннера, которая попала в лапы японской мафии — якудза. Гарри сопровождает его помощник-телохранитель Дасти.
Впервые же Гарри оказался в Японии во время Второй мировой войны. Он даже был влюблён в японку Эйко Танаку, брат, по другой версии муж, которой, Кен Танака, как оказалось, был мафиози. Гарри делал Эйко предложение, но она ему отказала. После этого Гарри вернулся в США.

## В ролях
- Роберт Митчем — Гарри Килмер
- Кен Такакура — Кен Танака
- Брайан Кит — Джордж Таннер
- Херб Эделмэн — Оливер Вит (как Херберт Эделмэн)
- Кэйко Киси — Эйко Танака
- Ричард Джордан — Дасти
- Джеймс Шигета — Горо
- Эйдзи Окада — Тосиро Тоно
- Кристина Кокубо — Ханако
- Кёсукэ Масида — Дзиро Като

## Съёмочная группа
- Авторы сценария: Леонард Шредер, Пол Шредер и Роберт Таун
- Режиссёр: Сидни Поллак
- Операторы: Дьюк Кэллэгэн и Кодзо Окадзаки
- Монтаж: Дон Гидиче, Томас Стэмфорд и Фредрик Стайнкамп
- Композитор: Дэйв Грузин
- Художник: Стивен Граймс
- Продюсер: Сидни Поллак